# خیرمحمد جامی زهی بازار
خیرمحمد جامی زهی بازار، روستایی در دهستان پیرسهراب بخش پیرسهراب شهرستان چابهار در استان سیستان و بلوچستان ایران است.

## جمعیت
بر پایه سرشماری عمومی نفوس و مسکن در سال ۱۳۹۵، جمعیت این روستا برابر با ۱۱۳ نفر (۲۲ خانوار) بوده‌است.